# Banque Heritage (Uruguay)
El Banco Heritage del Uruguay es una institución bancaria con sede en Montevideo, única filial del Banco Heritage en América. Se especializa en la gestión de ahorro y patrimonio. 

## Historia
El Banco Heritage del Uruguay fue creado en 2007 luego de la compra del Banco Surinvest SA por parte del Banque Heritage de Suiza, convirtiéndose en la única filial de este, no sólo en el país, sino también en toda América. Cuenta con tres sucursales en la ciudad de Montevideo, una en ls Ciudad Vieja de Montevideo y dos en los barrios de Pocitos y Carrasco.